# Pärlfnittertrast
Pärlfnittertrast (Ianthocincla ocellata) är en bergslevande asiatisk fågel i familjen fnittertrastar inom ordningen tättingar.

## Utseende och läte
Pärlfnittertrasten är en mycket stor (30-33 cm) fnittertrast med mörk hjässa och ljust öga. Den är karakteristiskt vitfläckig på ovansidan och svartvit bandad på bröstet. Strupen är svart och den kastanjebruna stjärten är spetsad i grått, svart och längst ut vitt. Grundfärgen i övrigt är rödbrun, ljusare på buken, med grå och svart vingpanel. Sången består av upprepade, mjuka och flöjtande fraser.

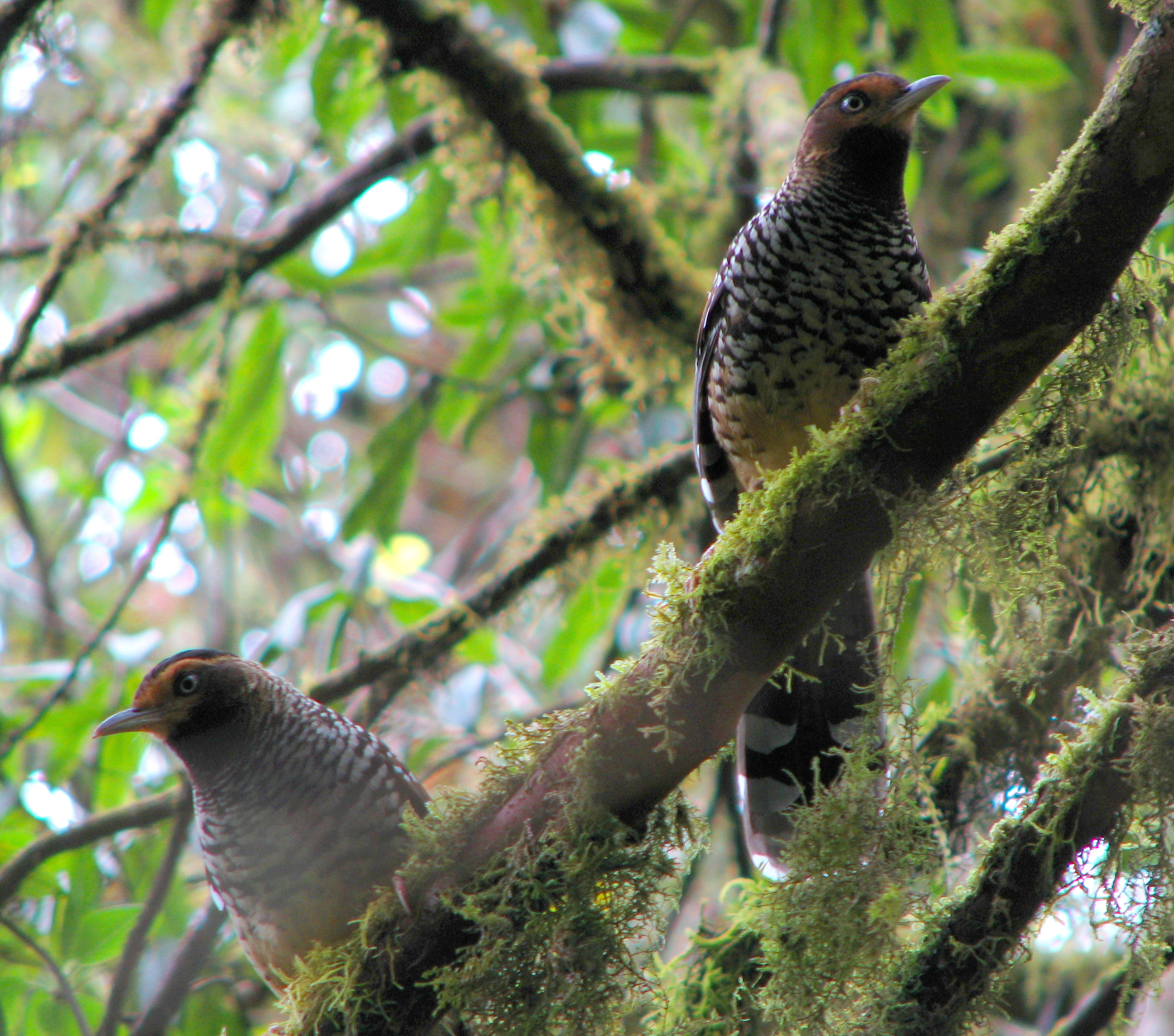

## Utbredning och systematik
Pärlfnittertrast delas in i fyra underarter med följande utbredning:
- Ianthocincla ocellata griseicauda – Himalaya från nordvästra Indien (nordvästra Uttar Pradesh) till västra Nepal
- Ianthocincla ocellata ocellata – centrala Nepal till Bhutan och sydöstra Tibet
- Ianthocincla ocellata maculipecta – södra Kina (nordvästra Yunnan) till nordöstra Myanmar
- Ianthocincla ocellata artemisiae – södra Kina (södra Gansu till Sichuan och nordöstra Yunnan)

Arten har observerats i Sverige, men det har bedömts osannolikt att den nått landet på naturlig väg.
Pärlfnittertrasten och större fnittertrast (I. maxima) har tidigare behandlats som en och samma art. Dessa två verkar hybridisera där utbredningsområdena möts, mellan övre Subansirifloden i Indien och Tsangpodalen i sydöstra Xizang i Kina.

### Släktestillhörighet
Pärlfnittertrasten placeras traditionellt i det stora fnittertrastsläktet Garrulax, men tongivande Clements et al lyfter ut den och ett antal andra arter till släktet Ianthocincla efter DNA-studier. Senare studier bekräftar att Garrulax består av flera, äldre klader, varför denna linje följs här.

## Levnadssätt
Pärlfnittertrasten hittas i undervegetation i bergsbelägna skogar och rhododendronsnår på mellan 1100 och 3600 meters höjd där den för en tillbakadragen tillvaro. Födan verkar vara nästan helt vegetabilisk med frukt och frön, men ungarna matas med insekter. Fågeln häckar mellan maj och juni i Indien och i kinesiska Xizang. Arten är stannfågel, även om den noterats söka sig till lägre nivåer i Bhutan.

## Status och hot
Arten har ett stort utbredningsområde och en stor population, men tros minska i antal på grund av habitatförstörelse och fragmentering, dock inte tillräckligt kraftigt för att den ska betraktas som hotad. Internationella naturvårdsunionen IUCN kategoriserar därför arten som livskraftig (LC). Världspopulationen har inte uppskattats men den beskrivs som ganska vanlig i stora delar av utbredningsområdet och frekvent förekommande i Bhutan.